# Tórshavn
Tórshavn (naam van de stad in het Faeröers; Deens: Thorshavn) is de hoofdstad van de eilandengroep Faeröer, een grotendeels zelfbesturend gebiedsdeel van Denemarken. De stad met 19.282 inwoners (2005) is gelegen op het grootste eiland van de archipel: Streymoy. De naam van de stad betekent haven van Thor. Thor is de god van de donder en de bliksem in de Noordse mythologie.
Het Faeröerse parlement, het Løgting, is gelegen in het oude stadsdeel Tinganes. In Tórshavn is tevens het nationale kunstmuseum van de eilandengroep te vinden, Listasavn Føroya, alsook het Nationaal museum van de Faeröer (Føroya Fornminnisavnið).
De stad werd gesticht in de 10e eeuw en werd gedurende de Tweede Wereldoorlog door het Verenigd Koninkrijk bezet (1941-1945).
In Tórshavn ligt ook het voetbalstadion van het Faeröers voetbalelftal, namelijk het Tórsvøllur. Het grootste winkelcentrum van de archipel, SMS, bevindt zich eveneens in Tórshavn. Daarnaast heeft de stad een kleine brouwerij, Okkara. Aan de haven staat een vuurtoren, te midden van de restanten van een verdedigingsfort.
Tórshavn is de hoofdvestiging van de nationale Faeröerse vervoersmaatschappij, Strandfaraskip Landsins, die van hieruit de verbindingen met bussen en veerboten  naar de rest van de eilanden beheert.

## Foto's van Tórshavn

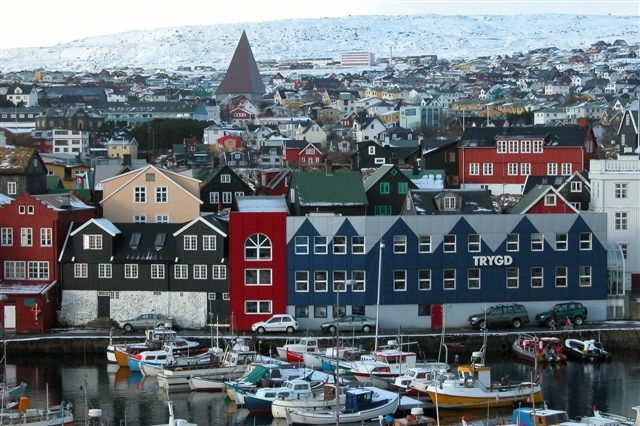
Vestaravág
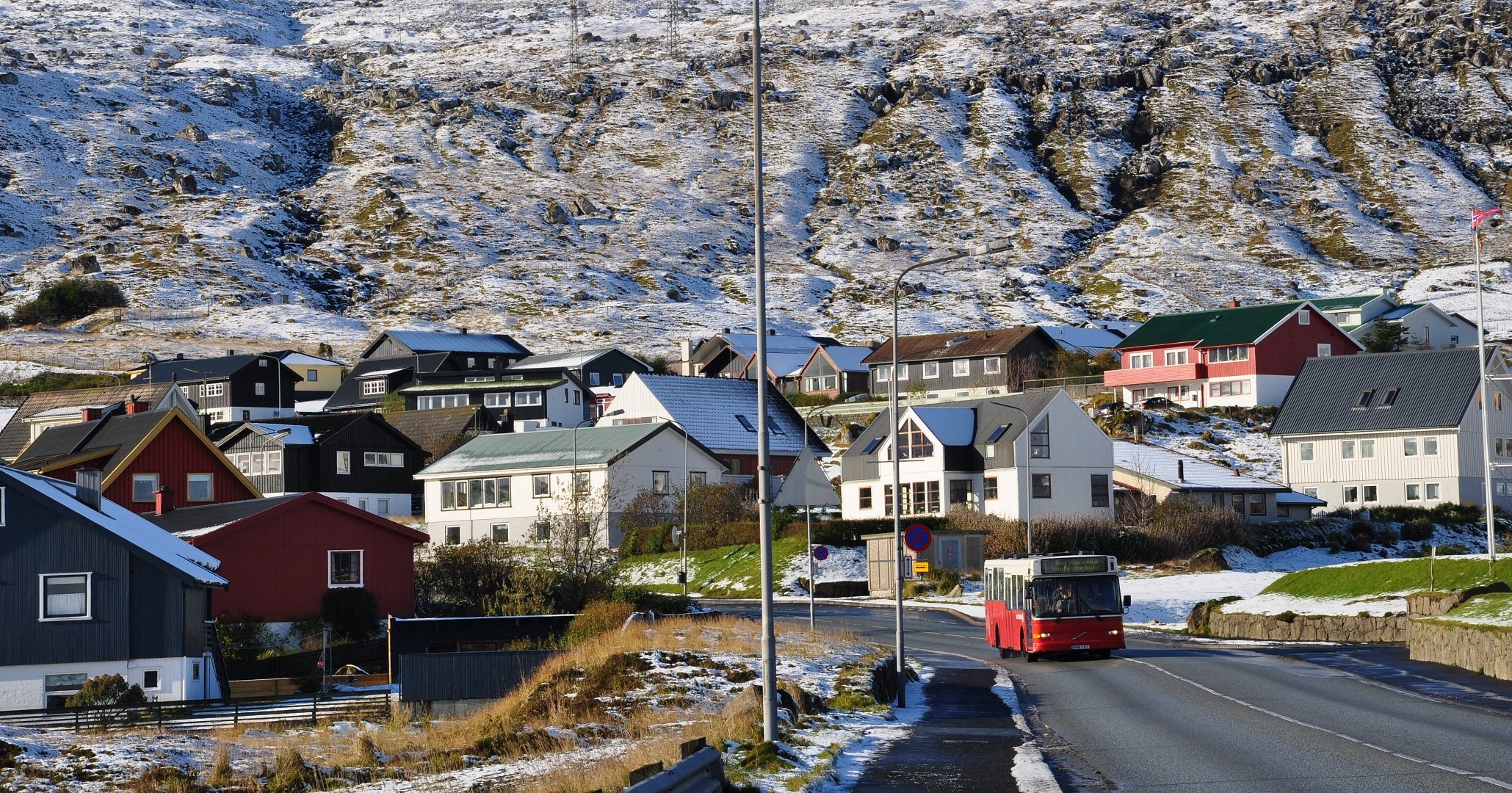
Stadsbus op de Norðari Ringvegur
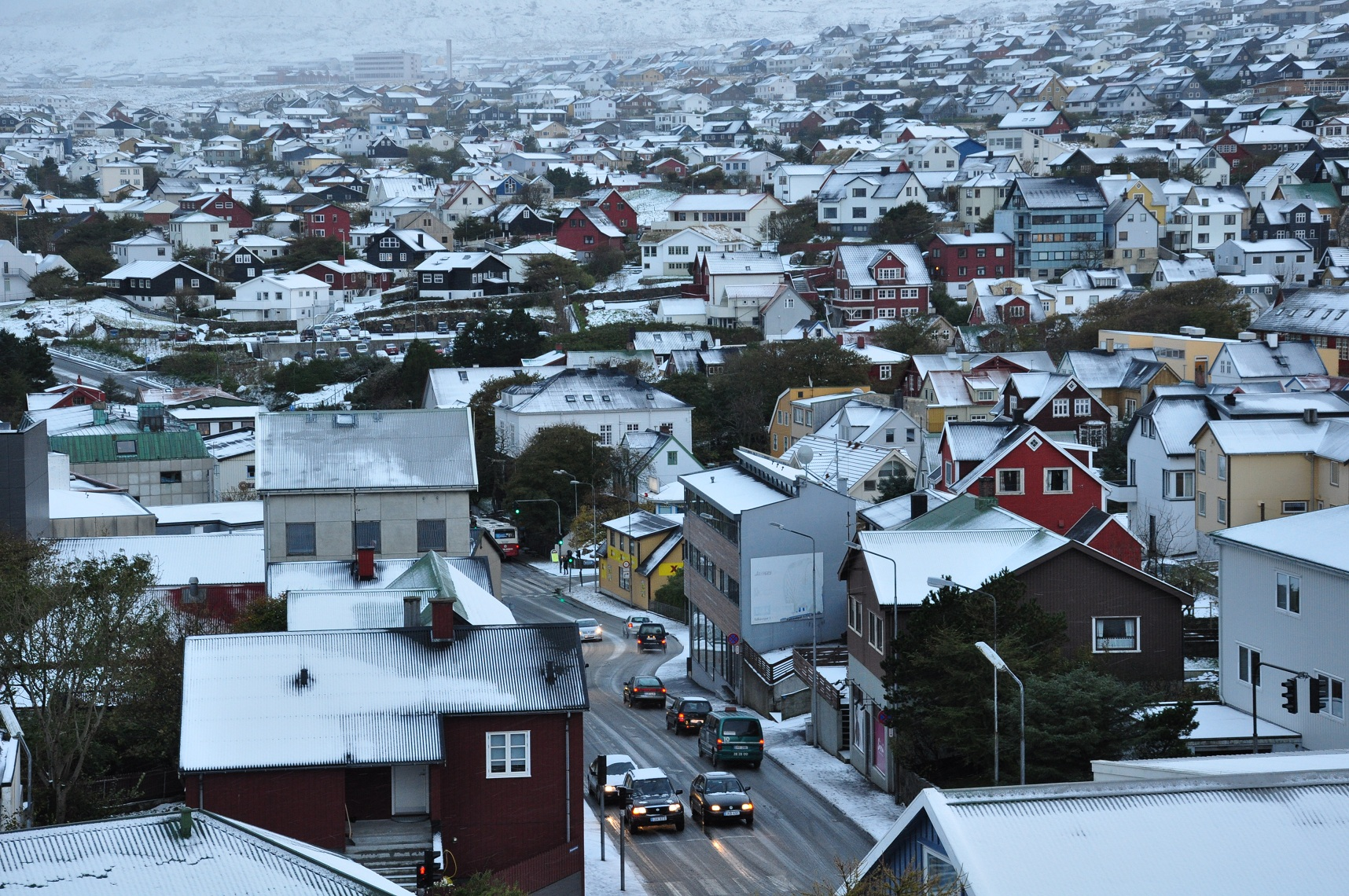
Zicht op centraal Tórshavn (kijkend in Bøkjarabrekka-straat, gezien vanaf het Koningsmonument (Kongaminni)).
Eystaravág
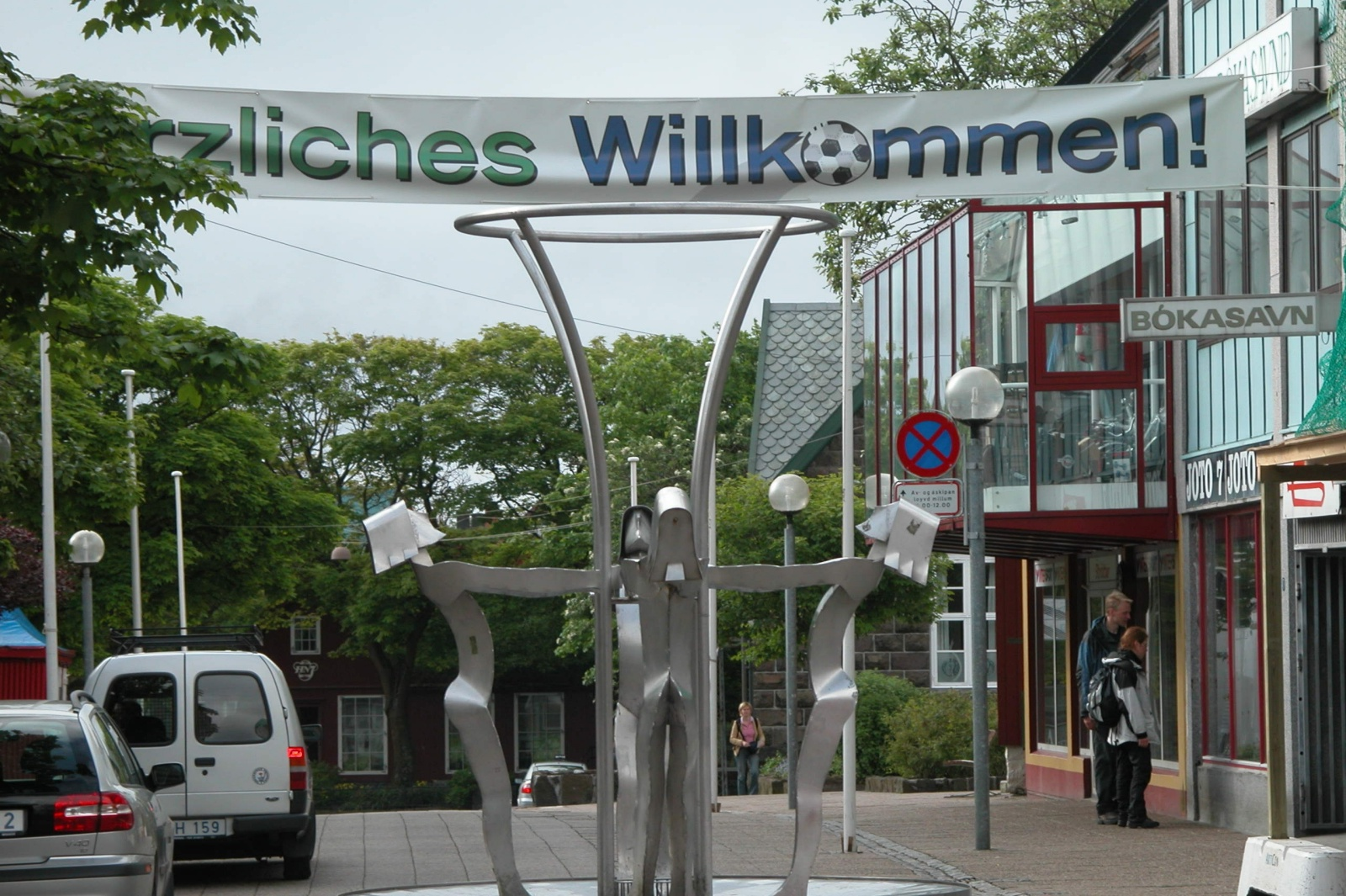
Niels Finsens Gøta
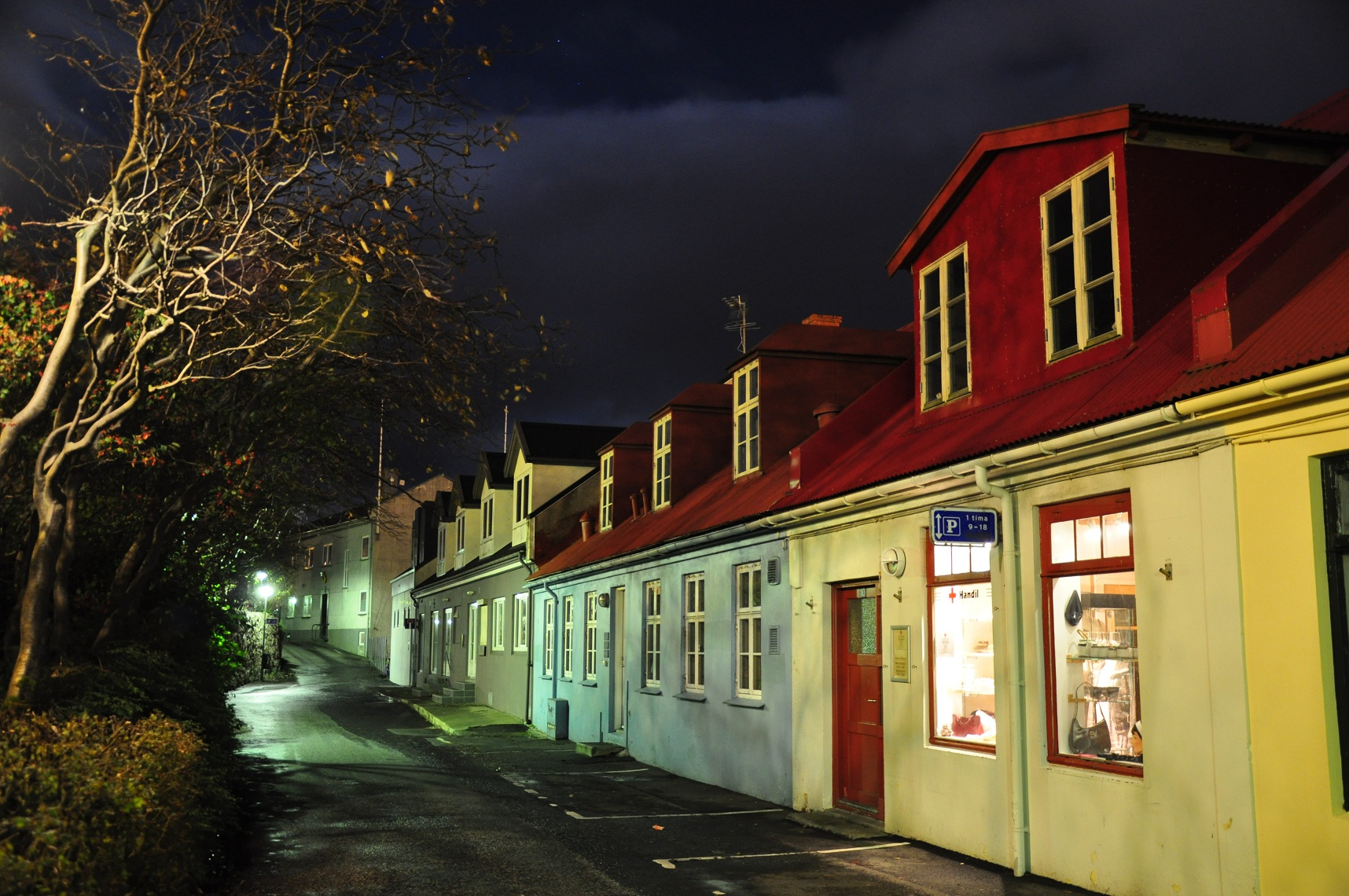
Bryggjubakki-straat 's nachts
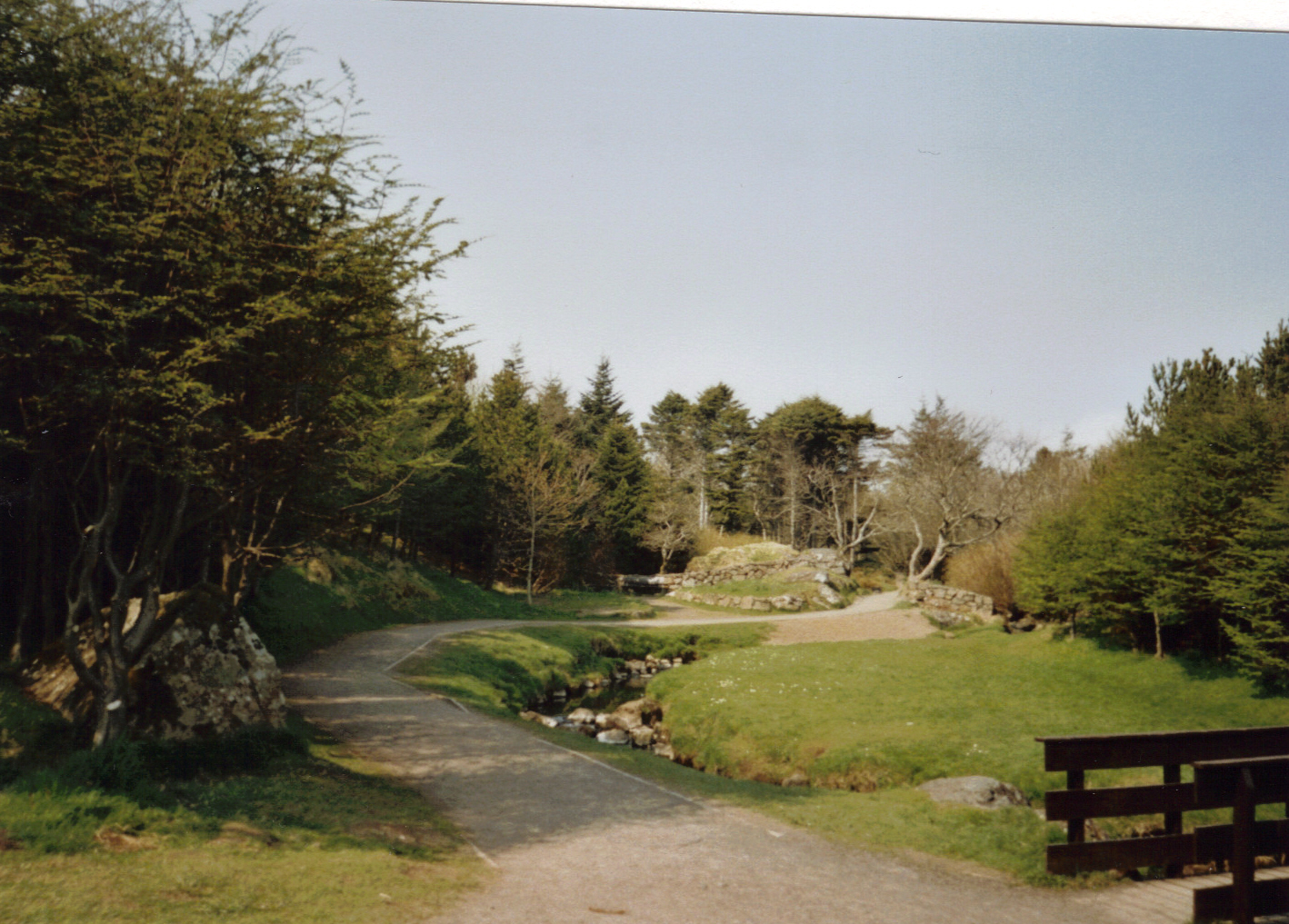
Stadspark
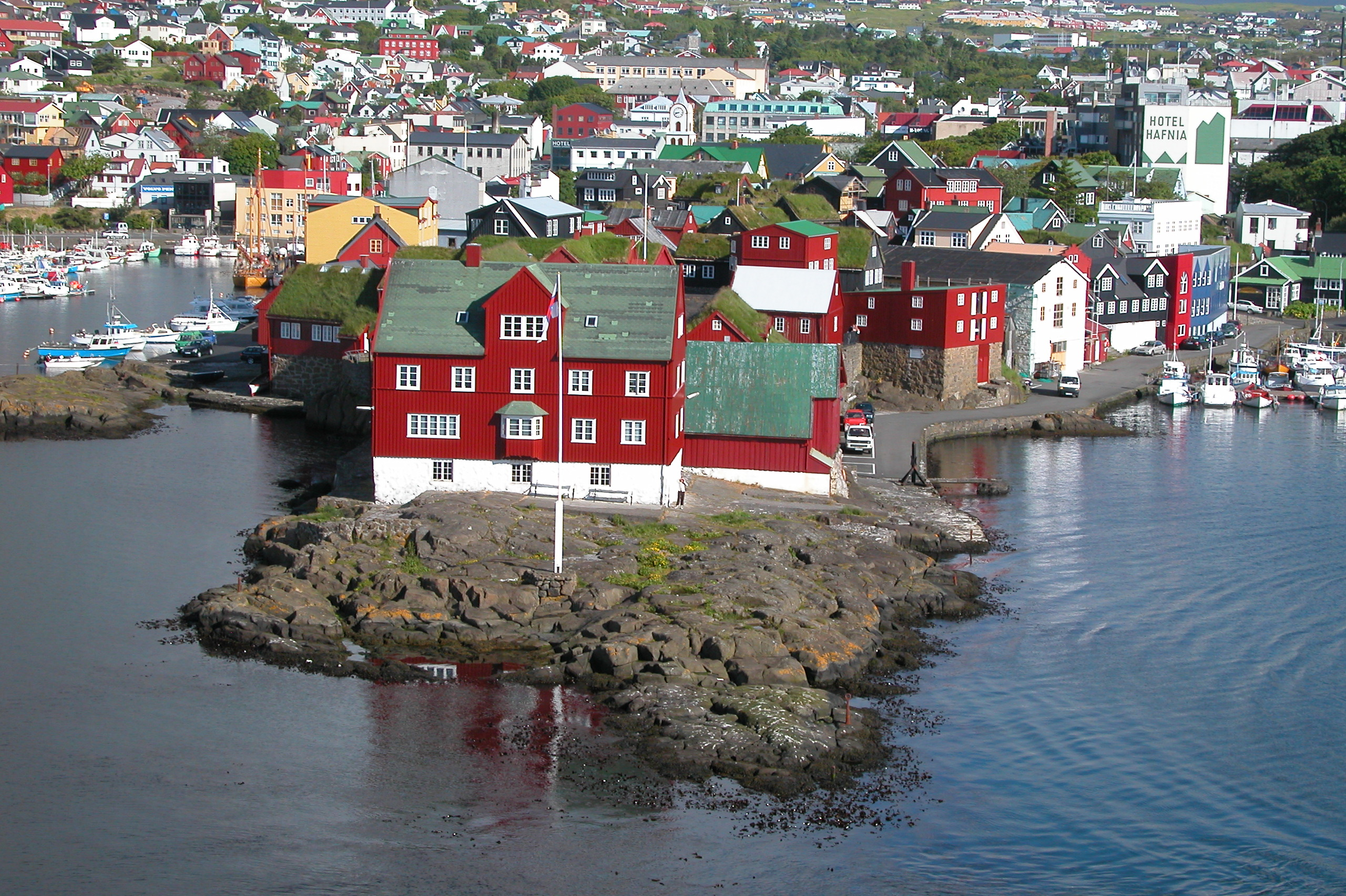
Het schiereiland Tinganes, zetel van de Faeröerse regering
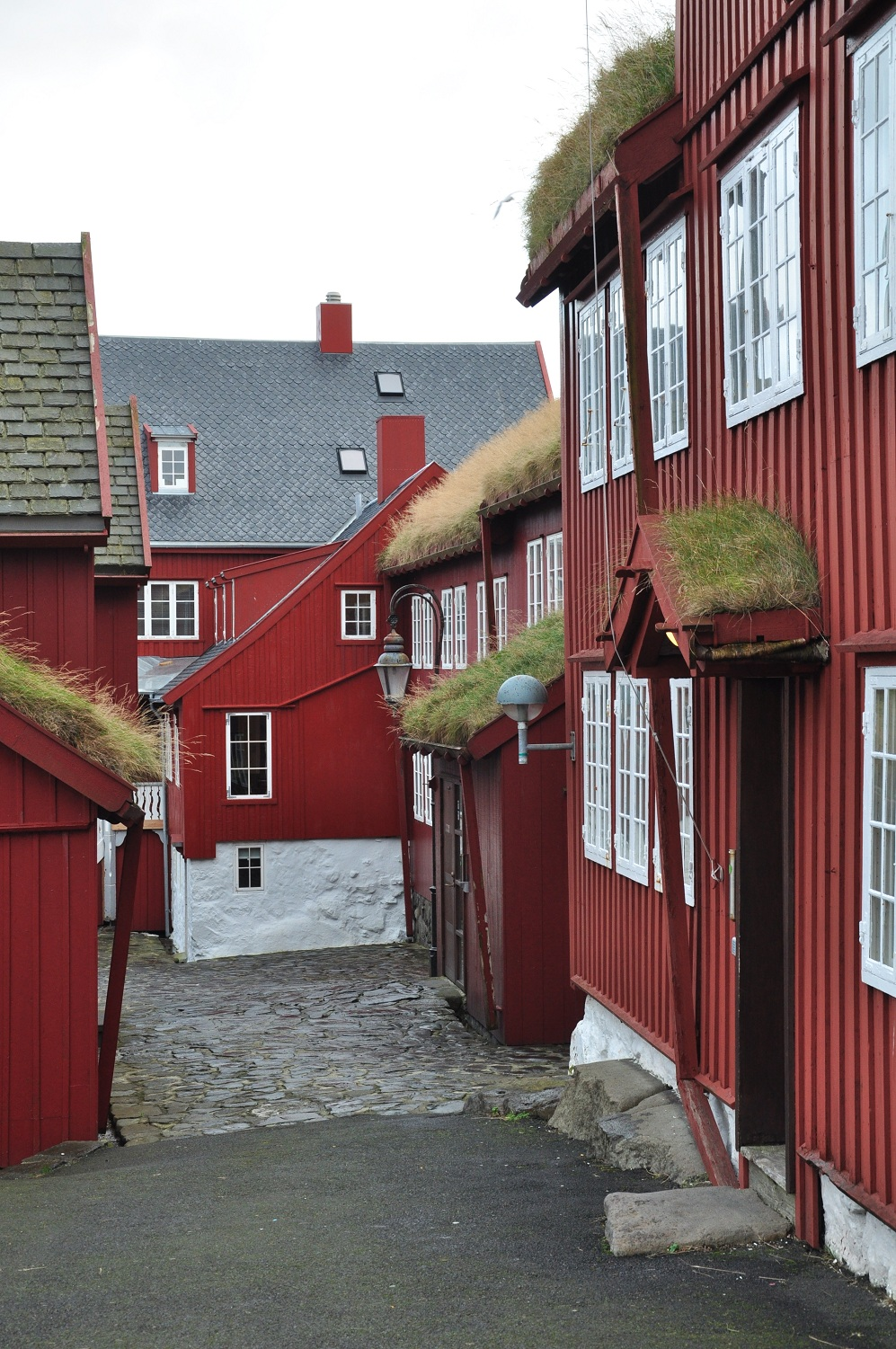
Steegjes op Tinganes
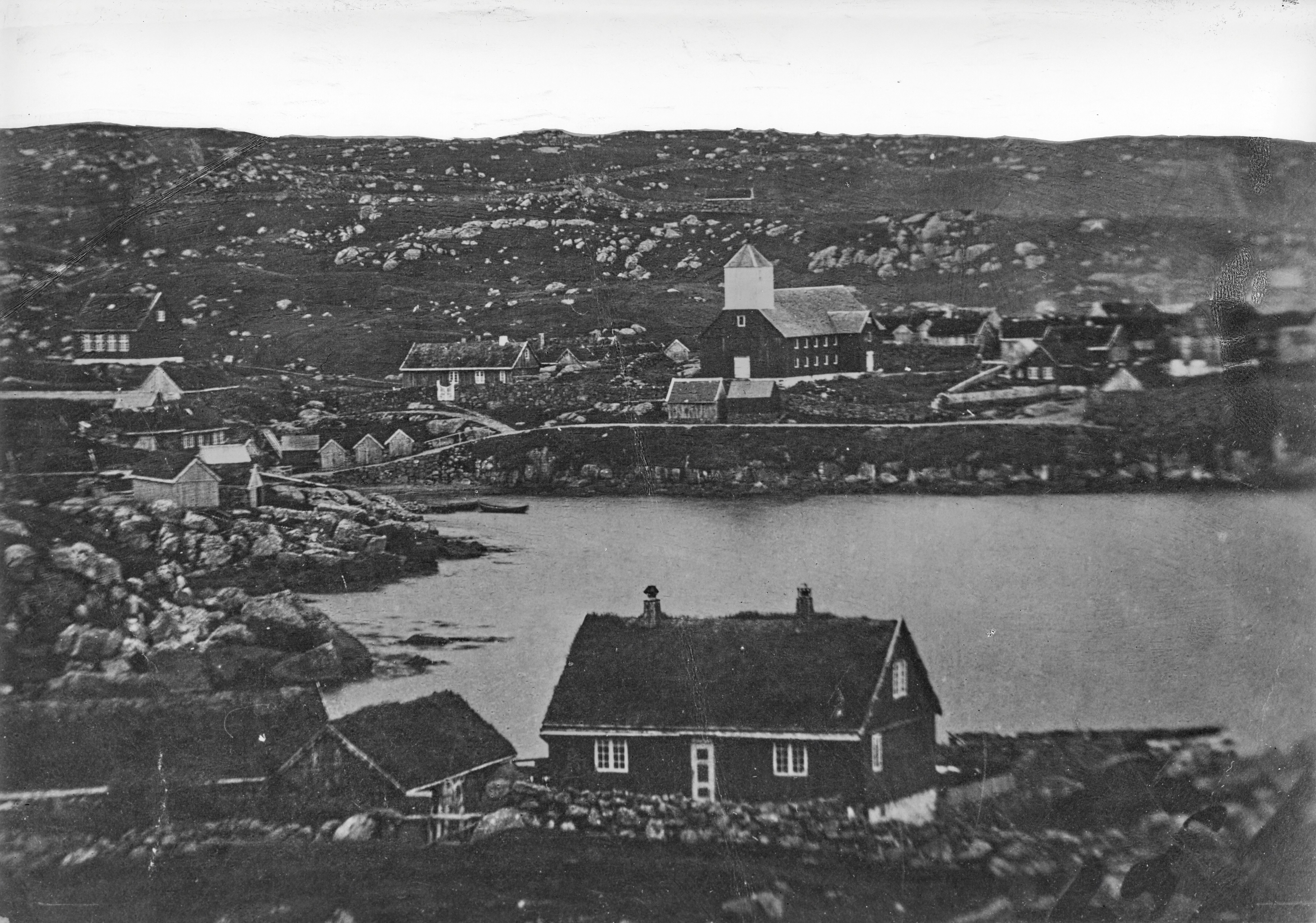
Tórshavn in 1864
Centrum van Tórshavn, met de kathedraal en Bryggjubakki-straat (links) en Undir Bryggjubakka-straat (rechts).

## Demografie
| Jaar | Inwoners |
| ---- | -------- |
| 1709 | 300      |
| 1801 | 554      |
| 1854 | ca. 900  |
| 1900 | 1.656    |
| 1925 | 2.896    |
| 1950 | 5.607    |
| 1975 | 11.329   |
| 1980 | 12.641   |
| 1985 | 13.507   |
| 1990 | 14.689   |

| Jaar | Inwoners |
| ---- | -------- |
| 1995 | 13.781   |
| 1997 | 15.844   |
| 1998 | 16.121   |
| 1999 | 16.469   |
| 2000 | 17.777   |
| 2001 | 18.067   |
| 2002 | 18.420   |
| 2004 | 19.348   |
| 2005 | 19.806   |
| 2022 | 22.986   |

## Stedenbanden
- Reykjavik (IJsland)

## Geboren
- Niels Ryberg Finsen (1860-1904), Deens arts en Nobelprijswinnaar (1903)
- William Heinesen (1900-1991), schrijver
- Jørgen-Frantz Jacobsen (1900-1938), schrijver
- Liffa Gregoriussen (1904-1992), modeontwerpster
- Janus Kamban (1913-2009), beeldhouwer
- Jákup Pauli Gregoriussen (1932), architect
- Hans Pauli Olsen (1957), beeldhouwer
- Olaf Johannessen (1961), acteur
- Teitur Lassen (1977), singer-songwriter
- Gunnar Nielsen (1986), voetballer
- Sissal (1995), zangeres
- Rani Petersen (1997), zanger